# Bătălia din Marea Bismarck
Bătălia din Marea Bismarck (jap. ビスマルク海海戦) a avut loc la nord de insula Noua Guinee și la nord-est de Arhipelagul Bismarck, în timpul celui de al doilea război mondial între 2 și 4 martie 1943 făcând parte din Războiul din Pacific. Combatanții au fost pe de o parte Japonia contra forțelor militare aeriene din SUA și Australia. Bătălia s-a terminat cu victoria forțelor aliate și pierderi grele pentru Japonia.

Formarea convoiului japonez a fost rezultatul unei decizii a sediului general al Imperiului General Japonez din decembrie 1942 de a-și consolida poziția în Pacificul de Sud-Vest. Planul a fost conceput pentru a muta aproximativ 6.900 de soldați de la Rabaul direct la Lae. Planul a fost considerat ca fiind riscant, deoarece puterea aeriană a aliaților din zonă a fost puternică, însă s-a decis să se procedeze pentru că în caz contrar trupele ar trebui să aterizeze la o distanță considerabilă și să treacă printr-un teren inundabil de mlaștini, munte și junglă ca să-și atingă destinația. La 28 februarie 1943, convoiul - cuprinzând opt distrugătoare și opt transportoare cu o escortă de aproximativ 100 de avioane de vânătoare au plecat de la portul Simpson din Rabaul.

Aliații au detectat pregătirile pentru convoi, iar spărgătorii de coduri din Melbourne (FRUMEL) și Washington, D.C., au decriptat și tradus mesaje care indicau destinația și data de sosire a convoiului. Forțele aeriene aliate au dezvoltat noi tehnici pe care sperau că le vor îmbunătăți șansele de atac cu succes asupra navelor. Au detectat și urmărit convoiul, care a intrat sub atac aerian susținut la 2-3 martie 1943. Următoarele atacuri ale vedetelor torpiloare și avioanelor au fost făcute la 4 martie. Toate cele opt transportoare și cele patru distrugătoare de escortă au fost scufundate. Din cei 6.900 de militari care au fost extrem de necesari în Noua Guinee, doar aproximativ 1.200 au ajuns la Lae. Alți 2.700 au fost salvați de distrugătoare și submarine și au revenit la Rabaul. Japonezii nu au făcut alte încercări de a întări Lae pe mare, împiedicând astfel în mare măsură eforturile lor de a opri ofensiva aliată în Noua Guinee.